# Rota, Cádiz
Rota là một đô thị trong tỉnh Cádiz, Tây Ban Nha. Dân số xấp xỉ 27.000 người.

## Dân số
| 1999   | 2000   | 2001   | 2002   | 2003   | 2004   | 2005   |
| ------ | ------ | ------ | ------ | ------ | ------ | ------ |
| 25,198 | 25,560 | 25,919 | 26,257 | 26,431 | 26,691 | 26,792 |

Source: INE (Spain)